# Вавеллит
Вавеллит (также фишерит) — минерал, водосодержащий фосфат алюминия, близкий к бирюзе, варисциту и т. п. минералам. Названия — от фамилий Вильяма Вавелла и Г. И. Фишера. Также известен как лазионит, цефаровичит, гарбортит.
Согласно «Русскому биографическому словарю», фишерит был открыт и описан И. Р. Германом.

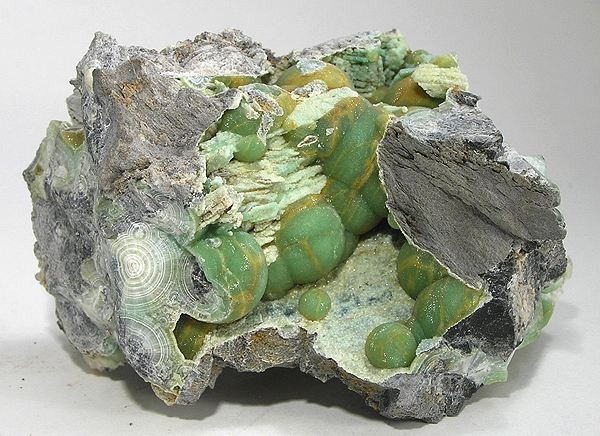
Вавеллит

Встречается в виде мельчайших игольчатых кристаллов ромбической системы, соединенных в полушаровидные и почковидные агрегаты радиально-лучистого сложения и с друзовидной поверхностью. Окрашен в желтоватый, сероватый или красивый зелёный и синий цвета, редко бесцветен; блеск стеклянный, просвечивает; твёрдость 3,5—4; удельный вес 2,3—2,5. По химическому составу представляет водный фосфорнокислый глинозём, формула которого приблизительно может быть выражена так: 3Al2O3+2P2O5+12H2O, что соответствует 38 % глинозёма, 35,2 % фосфорной кислоты и 26,8 % воды. В кислотах и в едком кали растворяется. 
Очень характерны друзовидные конкрециозные шарики вавеллита в трещинах кремнистого сланца в Лангенштригисе (Саксония), в Барнстэтсе (Девоншир). Самые крупные экземпляры вавеллита находятся в песчаниках Вилла Рика в Бразилии. До революции в России добывался на Шишимских горах на Урале и в Дмитровском руднике Нерчинского округа.